# تکیمان
تکیمان (به لاتین: Techiman) یک منطقهٔ مسکونی در غنا است که در منطقه بونو شرقی واقع شده‌است. تکیمان ۱۰۴٬۲۱۲ نفر جمعیت دارد.

## خواهرخوانده
شهر Sunyani خواهرخواندهٔ تکیمان هست.